# Жорешть (комуна)
Жорешть, Жорешті (рум. Jorăști) — комуна у повіті Галац в Румунії. До складу комуни входять такі села (дані про населення за 2002 рік):
- Жорешть (1265 осіб)
- Зернешть (418 осіб)
- Лунка (262 особи)

Комуна розташована на відстані 221 км на північний схід від Бухареста, 64 км на північ від Галаца, 131 км на південь від Ясс.

## Населення
За даними перепису населення 2002 року у комуні проживали 1945 осіб.
Національний склад населення комуни:
| Національність | Кількість осіб | Відсоток |
| -------------- | -------------- | -------- |
| румуни         | 1944           | 99,9%    |
| словаки        | 1              | 0,1%     |

Рідною мовою назвали:
| Мова      | Кількість осіб | Відсоток |
| --------- | -------------- | -------- |
| румунська | 1944           | 99,9%    |
| словацька | 1              | 0,1%     |

Склад населення комуни за віросповіданням:
| Релігія     | Кількість осіб | Відсоток |
| ----------- | -------------- | -------- |
| православні | 1936           | 99,5%    |
| адвентисти  | 9              | 0,5%     |